# Astripomoea
Genre
Astripomoea est un genre de plantes de la famille des Convolvulaceae.
Le nom provient des poils en formes d’étoile présents sur la plante.

## Liste des variétés et espèces
Selon World Checklist of Selected Plant Families (WCSP) (24 septembre 2019) :
- Astripomoea cephalantha (Hallier f.) Verdc. (1958)
- Astripomoea delamereana (Rendle) Verdc. (1958)
- Astripomoea grantii (Rendle) Verdc. (1958)
- Astripomoea hyoscyamoides (Vatke) Verdc. (1958)
  - variété Astripomoea hyoscyamoides var. hyoscyamoides
  - variété Astripomoea hyoscyamoides var. melandrioides (Hallier f.) Verdc. (1958)
- Astripomoea lachnosperma (Choisy) A.Meeuse (1957 publ. 1958)
- Astripomoea longituba Verdc. (1960)
- Astripomoea malvacea (Klotzsch) A.Meeuse (1957 publ. 1958)
  - variété Astripomoea malvacea var. epedunculata (Rendle) Verdc. (1958)
  - variété Astripomoea malvacea var. floccosa (Vatke) Verdc. (1958)
  - variété Astripomoea malvacea var. involuta (Rendle) Verdc. (1958)
  - variété Astripomoea malvacea var. malvacea
  - variété Astripomoea malvacea var. parviflora (Rendle) Staples (2015)
- Astripomoea nogalensis (Chiov.) Verdc. (1958)
- Astripomoea polycephala (Hallier f.) Verdc. (1958)
- Astripomoea procera Thulin (2005)
- Astripomoea rotundata (Pilg.) A.Meeuse (1957 publ. 1958)
- Astripomoea tubiflora (Hallier f.) Verdc. (1958)

Selon The Plant List (24 septembre 2019) :
- Astripomoea hyoscyamoides (Vatke) Verdc.
- Astripomoea lachnosperma (Choisy) A. Meeuse
- Astripomoea malvacea (Klotzsch) A. Meeuse
- Astripomoea rotundata A. Meeuse

Selon Tropicos (24 septembre 2019) (Attention liste brute contenant possiblement des synonymes) :
- Astripomoea cephalantha (Hallier f.) Verdc.
- Astripomoea delamereana Verdc.
- Astripomoea grantii Verdc.
- Astripomoea hyoscyamoides (Vatke) Verdc.
- Astripomoea lachnosperma (Choisy) A. Meeuse
- Astripomoea longituba Verdc.
- Astripomoea malvacea (Klotzsch) A. Meeuse
- Astripomoea nogalensis Verdc.
- Astripomoea polycephala Verdc.
- Astripomoea procera Thulin
- Astripomoea rotundata A. Meeuse
- Astripomoea tubiflora Verdc.